# Wybory regionalne w Badenii-Wirtembergii w 2001 roku
Wybory regionalne w landzie Badenia-Wirtembergia odbyły się 25 marca 2001. Zakończyły się one zwycięstwem CDU, po których zawiązało ono koalicję z FDP z Erwinem Teufelem jako premierem.

## Wyniki
|  | Partia                                   | Głosy     | Procent (zmiana) | Procent (zmiana) | Mandaty (zmiana) | Mandaty (zmiana) | % mandatów |
|  | ---------------------------------------- | --------- | ---------------- | ---------------- | ---------------- | ---------------- | ---------- |
|  | Unia Chrześcijańsko-Demokratyczna (CDU)  | 2 029 806 | 44,8%            | +3,5%            | 63               | -6               | 49,2%      |
|  | Socjaldemokratyczna Partia Niemiec (SPD) | 1 508 358 | 33,3%            | -8,2%            | 45               | +6               | 35,1%      |
|  | Wolna Partia Demokratyczna (FDP)         | 367 580   | 8,1%             | -1,5%            | 10               | -4               | 7,8%       |
|  | Związek 90/Zieloni                       | 350 383   | 7,7%             | -4,4%            | 10               | -9               | 7,8%       |
|  | Republikanie                             | 198 534   | 4,4%             | -4,7%            | -                | -                | -          |
|  | Pozostali                                | 76 102    | 1,7%             | -1,1%            | -                | -                | -          |
|  | Razem                                    | 4 530 763 | 100,0%           | -                | 128              | -27              | 100,0%     |